# 鹿児島県立市来農芸高等学校
鹿児島県立市来農芸高等学校（かごしまけんりつ いちきのうげいこうとうがっこう）は、鹿児島県いちき串木野市湊町にある県立農業高等学校。文部科学省指定の農業経営者育成高等学校でもある。略称は『農芸』、『市来農芸』。

## 設置学科
- 農業科
- 畜産科
- 環境園芸科

## 沿革
- 1934年（昭和9年） - 鹿児島県立市来農芸学校として創立
- 1945年（昭和20年） - 米軍機の機銃掃射により一部半壊、死者多数
- 1950年（昭和25年） - 鹿児島県市来農芸高等学校と改称
- 1956年（昭和31年） - 鹿児島県立市来農芸高等学校と改称